# Paradidyma validinervis
Paradidyma validinervis är en tvåvingeart som först beskrevs av Wulp 1890.  Paradidyma validinervis ingår i släktet Paradidyma och familjen parasitflugor. Inga underarter finns listade i Catalogue of Life.